# Parnassius delphius
Espèce
Parnassius delphius ou Apollon à bandes est une espèce d'insectes lépidoptères de la famille des Papilionidae, de la sous-famille des Parnassiinae et du genre Parnassius.

## Systématique
L'espèce Parnassius delphius a été décrite par Eduard Friedrich von Eversmann en 1843.
Deux espèces ont un temps été considérées comme sous-espèces de Parnassius delphius :
- Parnassius staudingeri, décrite initialement sous le taxon Parnassius delphius staudingeri ;
- Parnassius kiritshenkoi, décrite par Avinoff en 1910, comme Parnassius delphius kiritshenkoi.

## Nom vernaculaire
Parnassius delphius se nomme Eversmann's Apollo en anglais.

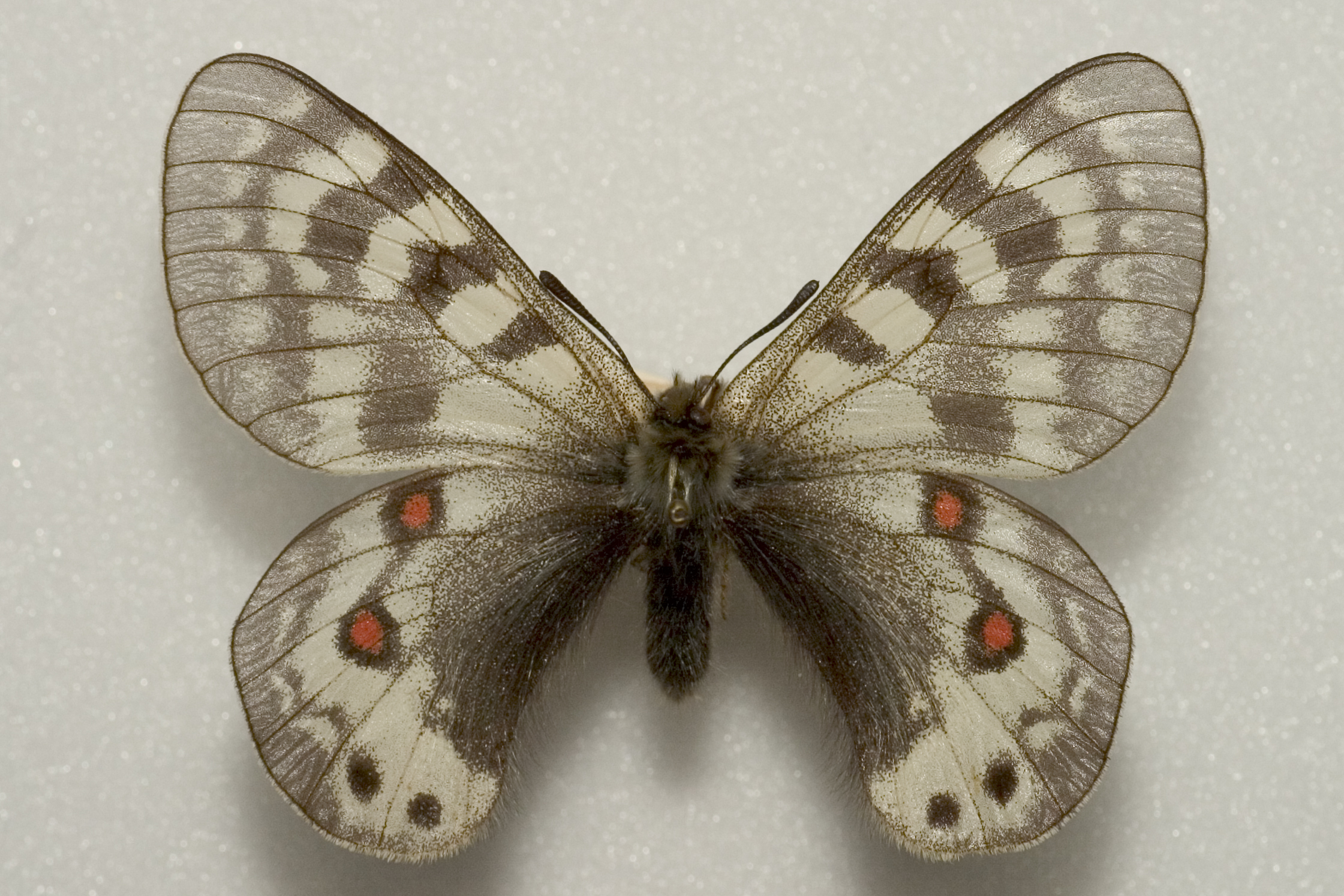
Parnassius delphius

## Liste des sous-espèces
- Parnassius delphius delphius
- Parnassius delphius albulus Honrath, 1889
- Parnassius delphius constans O. Bang-Haas, 1915
- Parnassius delphius karaschahricus Bang-Haas
- Parnassius delphius kohibaba Clench & Shoumatoff, 1956; présent en Afghanistan
- Parnassius delphius mephisto Hering
- Parnassius delphius namanganus Staudinger, 1886
- Parnassius delphius pulchra Eisner, 1939[1].

## Liste des formes
- Parnassius delphius forme satanas A. Bang-Haas, 1910
- Parnassius delphius forme styx Staudinger, 1886[1].

## Description
Parnassius delphius est un papillon au corps poilu, blanc veiné de gris et marqué de gris de façon plus ou moins importante suivant la température et l'humidité durant le stade de chrysalide. Le bord externe est gris avec une ligne submarginale de chevrons blancs. Les ailes postérieures présente une base presque noire, une bande gris très foncé le long du bord interne et deux taches rouge cernées de noir.

## Biologie

### Période de vol et hivernation
Parnassius delphius vole en juin et juillet.

### Plantes hôtes
Les plantes hôtes de sa chenille sont Cysticorydalis fedtschenkoana et Corydalis onobrychis.

## Écologie et distribution
Parnassius delphius est présent au Kazakhstan, au Kirghizistan, Pakistan, en Afghanistan et dans le nord de l'Inde, au Tibet et dans l'ouest de la Chine,.

### Biotope
Parnassius delphius réside en haute montagne au-dessus de 3 000 m.

### Protection
Pas de statut de protection particulier.